# Must B 21
Must B 21 – drugi album wokalisty the The Black Eyed Peas will.i.ama, wydany 23 września 2003 roku.

## Lista utworów
1. "Take It" (feat. KRS-One) - 2:49
2. "Nahh Mean" (feat. Phife Dawg) - 3:48
3. "B Boyz" (feat. Supernatural) - 2:56
4. "Here 2 Party" (feat. FLII, Planet Asia & Krondon) - 3:12
5. "Bomb Bomb" (Interlude) - 0:23
6. "Bomb Bomb" (feat. Supernatural) - 3:25
7. "Swing By My Way" (feat. John Legend) - 3:49
8. "It's Okay" (feat. Triple Seven & Dante Santiago) - 3:39
9. "Mash Out" (Interlude) - 0:28
10. "Mash Out" (feat. MC Lyte & Fergie) - 3:09
11. "Ride Ride" (feat. John Legend) - 3:16
12. "Sumthing Special" (feat. Niu, Dante Santiago & Taboo) - 3:55
13. "Sumthing Special" (Interlude) - 0:50
14. "I'm Ready (Y'all Ain't Ready For This)" (feat. Phil Da Agony, Supernatural & Tash) - 3:40
15. "We Got Chu" (feat. Planet Asia & FLII) - 3:52
16. "Go!" (Interlude) - 1:32
17. "Go!" - 3:54